# Gran Premi dels Estats Units del 1973
Resultats del Gran Premi dels Estats Units de Fórmula 1 de la temporada 1973, disputat al circuit de Watkins Glen el 7 d'octubre del 1973.

## Resultats de la cursa
| Pos | No | Pilot                | Equip                        | Voltes | Temps/ Retir.     | Pos. de sort. | Punts |
| --- | -- | -------------------- | ---------------------------- | ------ | ----------------- | ------------- | ----- |
| 1   | 2  | Ronnie Peterson      | Lotus - Ford                 | 59     | 1h 41' 15. 779    | 1             | 9     |
| 2   | 27 | James Hunt           | March - Ford                 | 59     | + 0.668 s         | 4             | 6     |
| 3   | 10 | Carlos Reutemann     | Brabham - Ford               | 59     | + 22.93 s         | 2             | 4     |
| 4   | 7  | Denny Hulme          | McLaren - Ford               | 59     | + 50.226 s        | 8             | 3     |
| 5   | 8  | Peter Revson         | McLaren - Ford               | 59     | + 1' 20.367 min.  | 7             | 2     |
| 6   | 1  | Emerson Fittipaldi   | Lotus - Ford                 | 59     | + 1' 47.945 min.  | 3             | 1     |
| 7   | 26 | Jacky Ickx           | Williams Iso Marlboro - Ford | 58     | + 1 Volta         | 23            |       |
| 8   | 19 | Clay Regazzoni       | BRM                          | 58     | + 1 Volta         | 15            |       |
| 9   | 20 | Jean-Pierre Beltoise | BRM                          | 58     | + 1 Volta         | 14            |       |
| 10  | 15 | Mike Beuttler        | March - Ford                 | 58     | + 1 Volta         | 26            |       |
| 11  | 18 | Jean-Pierre Jarier   | March - Ford                 | 57     | Accident          | 17            |       |
| 12  | 25 | Howden Ganley        | Williams Iso Marlboro - Ford | 57     | + 2 Voltes        | 19            |       |
| 13  | 12 | Graham Hill          | Shadow - Ford                | 57     | + 2 Voltes        | 18            |       |
| 14  | 16 | George Follmer       | Shadow - Ford                | 57     | + 2 Voltes        | 20            |       |
| 15  | 17 | Jackie Oliver        | Shadow - Ford                | 55     | + 4 Voltes        | 22            |       |
| 16  | 4  | Arturo Merzario      | Ferrari                      | 55     | + 4 Voltes        | 11            |       |
| NC  | 11 | Wilson Fittipaldi    | Brabham - Ford               | 52     | No classificat    | 25            |       |
| Ret | 0  | Jody Scheckter       | McLaren - Ford               | 39     | Suspensions       | 10            |       |
| Ret | 30 | Jochen Mass          | Surtees - Ford               | 35     | Motor             | 16            |       |
| Ret | 21 | Niki Lauda           | BRM                          | 35     | Bomba de gasolina | 21            |       |
| Ret | 23 | Mike Hailwood        | Surtees - Ford               | 34     | Suspensions       | 6             |       |
| Ret | 24 | Carlos Pace          | Surtees - Ford               | 32     | Suspensions       | 9             |       |
| Ret | 9  | John Watson          | Brabham - Ford               | 7      | Motor             | 24            |       |
| DSQ | 31 | Brian Redman         | Shadow - Ford                | 5      | Desqualificat     | 13            |       |
| Ret | 28 | Rikky von Opel       | Ensign - Ford                | 0      | Accelerador       | 27            |       |
| WD  | 5  | Jackie Stewart       | Tyrrell - Ford               | 0      | Retirat           | 5             |       |
| WD  | 29 | Chris Amon           | Tyrrell - Ford               | 0      | Retirat           | 12            |       |
| NVS | 6  | François Cevert      | Tyrrell - Ford               |        | Accident Mortal   |               |       |

## Altres
- Pole: Ronnie Peterson 1' 39. 657

- Volta ràpida: James Hunt 1' 41. 652 (a la volta 58)